# Wen Xiu

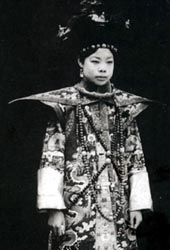
Wen Xiu

Wen Xiu (20 december 1909 - Peking, 17 september 1953), ook bekend als Gemalin Shu, was een concubine van Puyi, de laatste keizer van China en laatste heerser van de Qing-dynastie. Ze was afkomstig uit de Mongoolse Erdet (额尔德特) clan en haar familie behoorde tot de Acht Vendels.
Samen met Puyi en keizerin Wanrong verliet Wenxiu de Verboden Stad in 1924 en verhuisde naar de Japanse Concessie in Tianjin. Puyi, Wanrong en Wenxiu waren geobsedeerd door materiële luxeproducten. Wen Xiu was het niet eens met haar ondergeschikte positie tegenover keizerin Wanrong. In 1931 scheidde ze van Puyi en werd ontdaan van al haar keizerlijke titels. Ze trouwde met Liu Zhendong in 1947 en werd lerares. 
In 2004 ontvingen leden van de keizerlijke familie postuum keizerlijke titels. Wen Xiu werd echter overgeslagen omdat ze was gescheiden van Puyi.